# Christophe Sirugue
Pour les articles homonymes, voir Sirugue.
Christophe Sirugue, né le 14 août 1966 à Autun (Saône-et-Loire), est un homme politique français. Membre du Parti socialiste (PS), il est nommé secrétaire d'État à l'Industrie le 1er septembre 2016 dans le gouvernement Valls II, fonction qu'il cumule avec celle de secrétaire d'État au Numérique et à l'Innovation à partir du 27 février 2017 dans le gouvernement Cazeneuve.
Il est auparavant président du conseil général de Saône-et-Loire de 2004 à 2008, député de la 5e circonscription de Saône-et-Loire entre 2007 et 2016 et maire de Chalon-sur-Saône de 2008 à 2014.

## Biographie

### Débuts en politique
En 1986, il adhère au PS et, deux ans plus tard, à 22 ans, il est secrétaire de la 3e circonscription de Saône-et-Loire. Il l'anime jusqu’en 1994, date du congrès de Liévin. Il est également responsable du Mouvement des Jeunes Socialistes du département. En 1989, sollicité pour participer à la liste des municipales à Saint-Pantaléon, il décline l'offre. Après une pause due à son service militaire, il obtient un poste de permanent à la fédération en 1990, à l'âge de 24 ans.

### Chalon-sur-Saône
André Billardon, dont il a été un collaborateur à la mairie du Creusot, lui conseille de s'investir à Chalon-sur-Saône, en lui précisant bien que ce sera là un travail d'une quinzaine d’années. En 1990, il s'installe donc à Chalon et entre dans la section comme militant tout en gardant, pour trois ans encore, le secrétariat de la 3e circonscription. C'est en 1994 que Christophe Sirugue est élu secrétaire de sa section.
En 1995, Christophe Sirugue est sur la liste dont Jean-Claude Segaud prend la tête pour l'élection municipale de Chalon-sur-Saône. La liste est battue mais Christophe Sirugue est élu conseiller d'opposition. Il tente une candidature aux législatives face à Dominique Perben qui, avec l'échec d'Édouard Balladur à la présidentielle, quitte le gouvernement et postule à nouveau comme député. Dominique Perben l'emporte dès le 1er tour mais le score socialiste de 24,95 % est une bonne surprise. Cette même année, Christophe Sirugue devient secrétaire de la 5e circonscription et ce jusqu'au 1er novembre 2001, date du décès de Jean-Claude Segaud auquel il succéda comme premier secrétaire fédéral.

### Premières victoires politiques
Le canton de Chalon-Nord, perdu en 1992, étant renouvelable en 1998, Christophe Sirugue se présente après avoir été désigné par les militants. Il l'emporte à 32 ans, avec 59,05 % des voix. Christophe Sirugue s'investit dans la commission « action sociale » et s'engage sur les questions de budget et de logement. En 2001, Jean Truc, président du groupe des élus de gauche du conseil général, étant battu aux cantonales, Christophe Sirugue devient le chef de file de l'opposition. Il se distingue par des affrontements avec le président René Beaumont. Réélu en mars 2004 dans son canton avec un score de 65,98 %, il est élu président du conseil général après le basculement de majorité.

### Assemblée des départements de France
Christophe Sirugue est élu[Quand ?] président du groupe de gauche de l'Assemblée des départements de France (ADF) et se voit confier la présidence de la commission « Économie, insertion, économie solidaire ». Il siège ainsi au bureau de l'ADF ainsi que dans de nombreuses autres instances (Insertion par l'économie, Conseil d'orientation pour l'emploi, etc.).

### Législatives 2007, 2012 et 2017
En novembre 2006, Christophe Sirugue est désigné par les militants de la 5e circonscription de Saône-et-Loire pour représenter le Parti socialiste comme candidat à la députation.
Il obtient 35,40 % des voix au premier tour de l'élection législative du 10 juin 2007 dans la circonscription. Il y améliore de huit points le précédent score du parti socialiste. Il se qualifie pour le second tour face au candidat UMP Dominique Juillot qui avait recueilli 3 600 voix de plus (44,93 % des voix). Christophe Sirugue remporte finalement le second tour, le 17 juin 2007 (50,3 % contre 49,7 % des voix). Sa victoire est acquise avec seulement 232 voix d'avance.
Réélu en 2012 et député apprécié du gouvernement, il est rapporteur de la loi Travail en 2016. En 2016, il remet un rapport au Premier ministre Manuel Valls qui suggère notamment la mise en place d'un nouveau « revenu minimal d'existence » de 400 euros par mois, qui serait « complété par un complément d'insertion » permettant à tout actif de plus de 18 ans de bénéficier d'un accompagnement ad hoc.
En 2017, il est battu dès le premier tour avec 15,63 % des voix, devancé par Raphaël Gauvain (LREM) et Gilles Platret (LR).

### Municipale 2008
En 2008, Christophe Sirugue conduit la liste PS dans la ville de Chalon-sur-Saône. Elle est opposée à celle de l'UMP conduite par Gilles Platret. Le 9 mars, sa liste l'emporte dès le premier tour avec 56,3 % des voix. Cette élection fait suite à 24 années de gestion de droite. Le 14 mars, le nouveau conseil municipal élit Christophe Sirugue maire de Chalon-sur-Saône.

### Municipale 2014
Le 23 mars 2014, la liste conduite par Christophe Sirugue est largement battue dès le premier tour de l'élection municipale de Chalon-sur-Saône, en n'obtenant que 32,57 % des voix face à celle de l'UMP conduite par Gilles Platret qui obtient 52,38 %. Il redevient ainsi conseiller municipal d'opposition.

### Au gouvernement

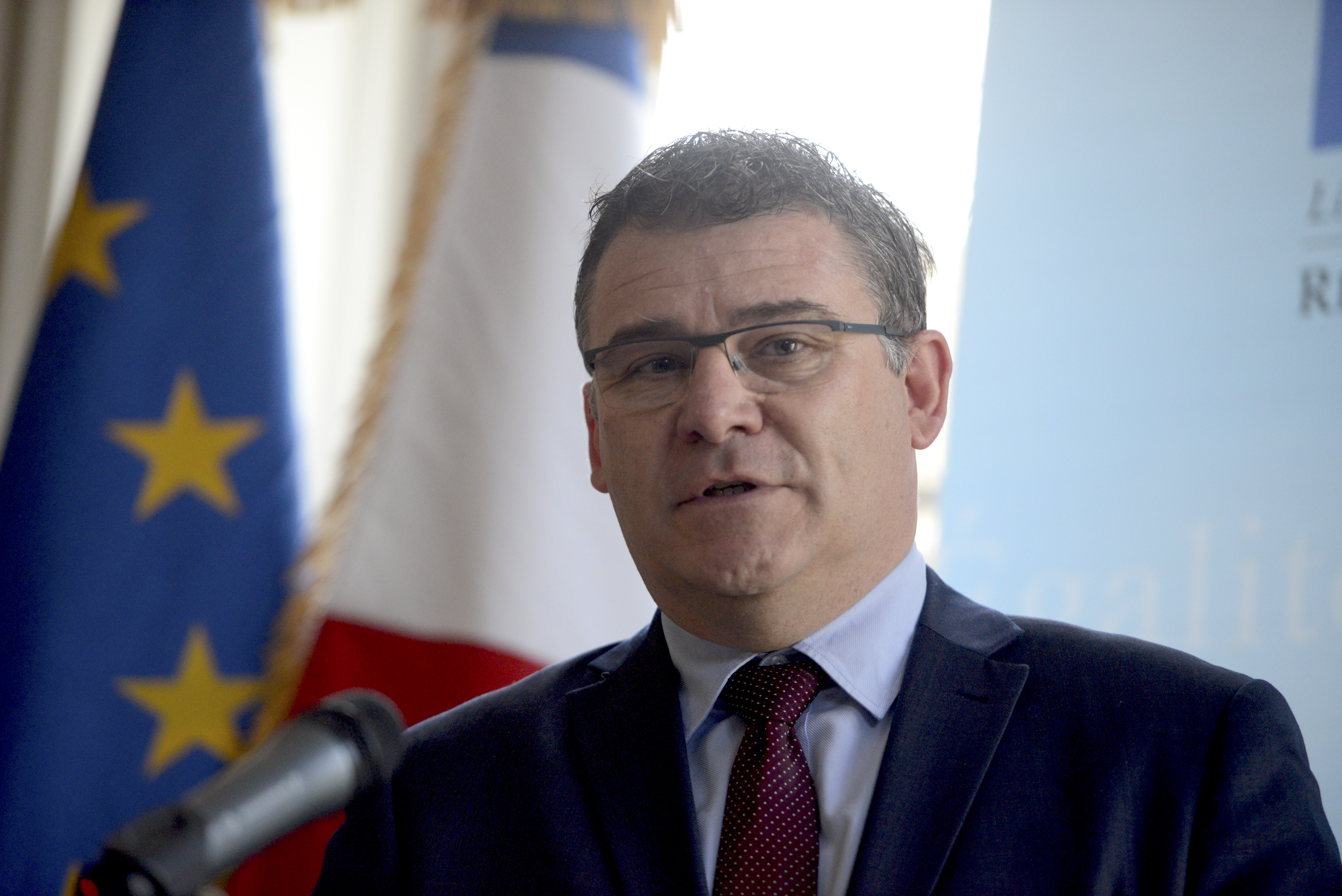
Christophe Sirugue, secrétaire d'État chargé de l'Industrie, du Numérique et de l'Innovation, à la Préfecture de Côte-d'-Or, à Dijon, le 15 mars 2017.

Après la démission d'Emmanuel Macron, Christophe Sirugue est nommé le 1er septembre 2016 secrétaire d'État à l'Industrie dans le gouvernement Valls II. Sa nomination est aussi un signe à son rival local Arnaud Montebourg.
Le 27 février 2017, il devient secrétaire d'État chargé de l'Industrie, du Numérique et de l'Innovation à la suite de la démission d'Axelle Lemaire. Il conserve ce poste jusqu'à la démission du gouvernement auquel il appartient, le 10 mai 2017.

### Carrière civile
En février 2018, il devient directeur associé, puis directeur général adjoint de Tilder, une société de lobbying et de conseil en communication.
En décembre 2020, il est nommé directeur de Nausicaà, l'aquarium marin de Boulogne-sur-Mer.

## Mandats et fonctions

### Mandats
Assemblée nationale
- Député de la cinquième circonscription de Saône-et-Loire de 2007 à 2016

- Vice-président de 2012 à 2014
- Secrétaire de la commission des Affaires sociales
- Vice-président de la délégation de l'Assemblée nationale aux droits des femmes et à l'égalité des chances entre les hommes et les femmes

Conseil général de Saône-et-Loire
- Conseiller général du canton de Chalon-sur-Saône-Nord de 1998 à 2008
- Président de 2004 à 2008

Communauté d'agglomération Le Grand Chalon
- Président de 2008 à 2014

Commune de Chalon-sur-Saône
- Conseiller municipal depuis 1995
- Maire de 2008 à 2014

### Autres fonctions
- Depuis 2004 : président de l'établissement public territorial de bassin Saône et Doubs

### Fonctions gouvernementales
- 1er septembre 2016 au 17 mai 2017 : secrétaire d'État à l'Industrie
- 27 février 2017 au 17 mai 2017 : secrétaire d'État au Numérique et à l'innovation